# Canowindra grossi
La canowindra (Canowindra grossi) è un pesce estinto, appartenente all'ordine degli osteolepiformi. Visse nel Devoniano superiore (circa 360 milioni di anni fa) e i suoi resti sono stati ritrovati in Australia, nella zona di Canowindra (Nuovo Galles del Sud).

## Descrizione
Lungo circa 50 centimetri, questo animale era dotato di un corpo robusto interamente ricoperto da scaglie rinforzate da ossa. Le pinne pettorali, come quelle pelviche, erano lobate e robuste, mentre la coda terminava in una pinna che sporgeva nella parte inferiore, ed era simile a quella di Osteolepis. Il cranio, vagamente simile a quello di una lucertola, ed era dotato di narici completamente sviluppate.

## Classificazione

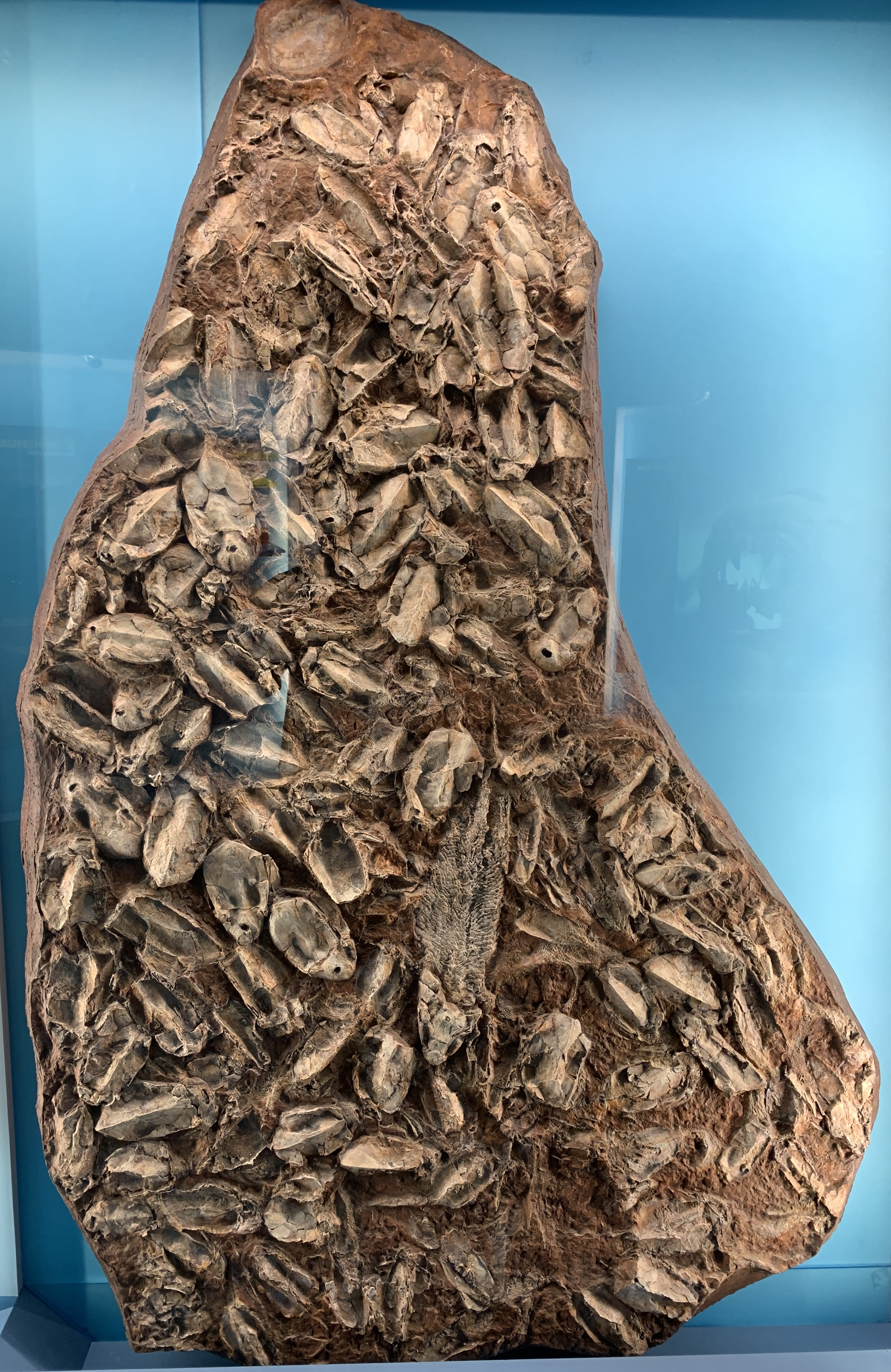
Esemplare di Canowindra (al centro" circondato da placodermi

I fossili di questo animale furono scoperti nel 1956, ma vennero descritti solo vent'anni dopo. L'esemplare tipo è conservato in una lastra, circondato da più di cento pesci placodermi molto più piccoli. Canowindra appartiene ai pesci dalle pinne lobate, gli osteolepiformi, tra i quali si originarono i vertebrati terrestri. Canowindra, tuttavia, possedeva alcune caratteristiche che lo distinguono da tutti gli altri osteolepiformi, ed è posto in una famiglia a sé stante (Canowindridae). Resti di animali simili sono stati ritrovati in Australia (Victoria) e in Antartide.